# Fimbristylis mozambicensis
Fimbristylis mozambicensis là loài thực vật có hoa trong họ Cói. Loài này được Gand. mô tả khoa học đầu tiên năm 1919 publ. 1920.